# اقتصاد
الاقتصاد (بالإنكليزية: Economy من أصل إغريقي قديم οἰκονομία يدل على «إدارة المنزل، الإدارة» وهو مركب من كلمتين هما οἶκος وتعني «منزل» وνέμω وتعني «توزيع، تخصيص») هو مجال الإنتاج والتوزيع والتجارة والاستهلاك للسلع والخدمات على يد فاعلين مختلفين. بالعموم، يُعرَّف الاقتصاد على أنه «المجال الاجتماعي الذي يركز على الممارسات والنقاشات والتعبيرات المادية المرتبطة بإنتاج الموارد المحدودة واستعمالها وإدارتها». اقتصاد مجتمع ما هو مجموعة العمليات التي تشمل ثقافته وقيمه وتعليمه وتطوره التقني وتاريخه وتنظيمه الاجتماعي وبنيته السياسية ونظامه القانوني، وجغرافيته وموارده الطبيعية وبيئته، وهذه هي العوامل الرئيسة في الاقتصاد. تعطي هذه العوامل سياقًا ومحتوًى ومجموعة شروط ومتطلبات يعمل فيها الاقتصاد. بعبارة أخرى، المجال الاقتصادي هو المجال الاجتماعي للممارسات البشرية المترابطة والمعاملات التي لا يمكن عزلها.
الفاعلون الاقتصاديون هم الأفراد أو الشركات أو المنظمات أو الحكومات. تحصل التعاملات الاقتصادية عندما تتفق مجموعتان أو طرفان على قيمة أو ثمن سلعة أو خدمة يريدان التعامل بها، ويعبر عن هذا بعملة معينة. ولكن التعاملات النقدية ليست إلا جزءًا صغيرًا من المجال الاقتصادي.
يحفز الإنتاج النشاط الاقتصادي بما يستخدمه من الموارد الطبيعية والعمل ورأس المال. تغير الاقتصاد مع مرور الزمن بسبب التكنولوجيا والابتكار (منتجات وسلع وعمليات جديدة، وتوسع الأسواق وتنويعها والأسواق المتخصصة وزيادة العائدات) كالابتكار الذي ينتج ملكية فكرية ويغير العلاقات الصناعية (أبرز أمثلة هذا هو إلغاء عمالة الأطفال في بعض أنحاء العالم واستبدال الوصول العام للتعليم بها).
الاقتصاد القائم على السوق هو نوع من الاقتصاد تُنتَج فيه السلع والخدمات وتُتَداول وفقًا لقوى العرض والطلب بين الفاعلين الاقتصاديين، سواء عبر المقايضة أو من خلال وسيط مالي مقبول، مثل وحدات العملة التي تمثل قيمة ائتمانية أو دَيْن مقبول في الشبكة.
الاقتصاد القائم على الأمر هو نظام اقتصادي تتحكم فيه السلطات السياسية بشكل مباشر في ما يُنتَج وكيفية بيعه وتوزيعه، مما يحدد بشكل صارم العمليات الاقتصادية.
الاقتصاد الأخضر هو اقتصاد منخفض الكربون وفعّال في استخدام الموارد، ويعزز الشمولية الاجتماعية. في الاقتصاد الأخضر، يتم تحفيز النمو الاقتصادي وزيادة فرص العمل من خلال الاستثمارات العامة والخاصة التي تهدف إلى تقليل انبعاثات الكربون والتلوث، وزيادة كفاءة استخدام الموارد والطاقة، مع الحفاظ على التنوع البيولوجي وحماية الخدمات البيئية.
اقتصاد المؤقتين هو اقتصاد يُقدَّم فيه عمل مؤقت أو قصير الأمد لأفراد يتم اختيارهم عبر منصات الإنترنت، حيث يعتمد هؤلاء الأفراد على هذه المنصات لتأمين فرص العمل المؤقتة.
الاقتصاد الجديد يشير إلى الأسواق الناشئة التي تعتمد على أنظمة وإجراءات جديدة، والتي عادةً ما تكون نتيجة للابتكارات التكنولوجية التي تحدث تحولًا في الطريقة التي تعمل بها الأسواق.
الاقتصاد العالمي هو النظام الاقتصادي الذي يشمل كافة نظم الاقتصاد البشري على مستوى الكوكب، ويعكس التفاعل بين مختلف الأنظمة الاقتصادية في العالم.

## المجال
يتمحور اليوم مجال حقول دراسة الاقتصاد حول علم اجتماع الاقتصاد، ولكنها قد تشمل علم الاجتماع (الاقتصادي) والتاريخ (الاقتصادي) والأنثروبولوجيا (الاقتصادي) والجغرافيا (الاقتصادي). الفروع العملية المرتبطة بالأنشطة الإنسانية التي فيها إنتاج أو توزيع أو متاجرة أو استهلاك للسلع والخدمات هي الهندسة والإدارة وإدارة الأعمال والعلوم التطبيقية والأموال.
كل المهن والأعمال والفاعلين الاقتصاديين يسهمون في الاقتصاد. الاستهلاك والتوفير والاستثمار مكونات متغيرة في الاقتصاد تحدد نقطة التوازن الاقتصادية الكلية. للأنشطة الاقتصادية ثلاثة قطاعات: أولي، وثانوي، وثالثي.
بفضل نمو أهمية القطاع المالي في العصر الحديث، أصبح المحللون والاقتصاديون يستعملون مصطلح الاقتصاد الحقيقي ويعنون به الجزء الاقتصادي المعني بالإنتاج الفعلي للسلع والخدمات، ويقابله الاقتصاد الورقي، أو الجانب المالي من الاقتصاد، وهو معني بالبيع والشراء في أسواق المال. تفرّق المصطلحات كذلك بين التعبير عن إجراءات السوق بالقيم الحقيقية (المعدّلة للتضخم) كالناتج الإجمالي المحلي الحقيقي، وبين التعبير عنها بالقيم الاسمية (من دون تعديلها للتضخم).

## التاريخ

### الزمن القديم
منذ أول إنتاج وتقديم وتوزيع للسلع والخدمات، الاقتصاد (أو على الأقل نوع من أنواعه) موجود، تنمو الاقتصادات مع نمو المجتمعات وتعقدها. طورت الحضارة السومرية اقتصادًا واسع النطاق قائمًا على مال سلعي، أما البابليون وجيرانهم من المدن المستقلة فقد طوروا أقدم أنظمة الاقتصاد الذي نعرفه، إذ طوروا قوانين وأنظمة على الديون والعقود القانونية والأنظمة القانونية المرتبطة بالعمل والملكية الخاصة.
طور البابليون وجيرانهم أنواعًا من الاقتصاد يمكن مقارنتها بمفاهيم اجتماعية مدنية تستعمل اليوم. فقد طوروا أول الأنظمة الإدارية والقانونية المكتوبة، والمحاكم والسجون والسجلات الحكومية.
كان الاقتصاد القديم قائمًا على زراعة الكفاف. الشيكل هو وحدة قديمة تدل على الوزن وعلى عملة. ورد أول استعمال للمصطلح من بلاد ما بين النهرين نحو عام 3000 قبل الميلاد، وكان دالًّا على كتلة معينة من الشعير مرتبطة بقيم أخرى منها الفضة والبرونز والنحاس إلخ. كان شيكل الشعير أول الأمر وحدة عملة ووحدة وزن في الوقت نفسه، كما كان الجنيه البريطاني في أول أمره وحدة تساوي رطلًا من الفضة.
كان تبادل السلع عند معظم الناس يجري من خلال العلاقات الاجتماعية. وكان في الأسواق تجار يتقايضون أيضًا. في اليونان القديم، نشأت كلمة إكونومي الإنكليزية التي تعني الاقتصاد، وكان كثير من الناس عبيدًا مقيدين لسادتهم الأحرار. كان النقاش الاقتصادي مقودًا بالندرة والمحدودية.

### العصور الوسطى
في العصور الوسطى، لم يكن الاقتصاد (الذي نسميه اليوم اقتصادًا) بعيدًا جدًّا عن مستوى الكفاف. كانت معظم التجارة تجري داخل المجموعات الاجتماعية. وكان الغزاة الكبار يجمعون ما نسميه اليوم رؤوس المال المخاطرة لتمويل حروبهم. ويُعاد رأس المال هذا بالسلع التي يأتون بها من العالم الجديد. أدت اكتشافات ماركو بولو (1254–1324) وكريستوفر كولمبس (1451–1506) وفاسكو دا غاما (1469–1524) إلى أول اقتصاد عالمي. كانت أول الشركات مؤسسات تجارية. في عام 1513، تأسس أول سوق أسهم (بورصة) في أنتورب. كان الاقتصاد في ذلك الوقت يعني التجارة بشكل أساسي.

### الفترة الحديثة المبكرة
أصبحت المستعمرات الأوروبية فروعًا للدول الأوروبية. حاولت الدول القومية الصاعدة مثل إسبانيا والبرتغال وفرنسا وبريطانيا الكبرى وهولندا التحكم بالتجارة بأخذ رسوم جمركية من التاجر، وكان هذا أول أسلوب للتوسط بين الثروة الخاصة والمصلحة العامة. أتاحت العلمنة في أوروبا للدول أن تستولي على أملاك الكنيسة وتطور البلاد. قلّ نفوذ النبلاء في تلك الفترة. بدأ أول أمناء الدولة الاقتصاديين عملهم. بدأ المصرفيون مثل أمشل ماير روثتشايلد (1773–1855) يموّلون المشاريع الوطنية كالحروب والبنى التحتية. منذ ذلك الوقت أصبح الاقتصاد هو الاقتصاد الوطني وهو موضوع للأنشطة الاقتصادية للمواطنين في دولة.

### الثورة الصناعية
كان أول اقتصادي بالمعنى الحديث للكلمة الأسكتلندي آدم سميث (1723–1790) الذي كان متأثرًا جزئيًا بأفكار الفيزيوقراطية (المذهب الطبيعية) وهو رد على الاتجارية، وعلى طالب الاقتصاد اللاحق، آدم ماري. عرّف سميث عناصر الاقتصاد الوطني: المنتجات التي تقدّم بثمنها الطبيعي الآتية من استعمال التنافس -العرض والطلب- وتقسيم العمل. أكّد سميث على أن الدافع الأساسي للتجارة هي المصلحة الذاتية للإنسان. أصبحت فرضية المصلحة الذاتية هي الأساس الأنثروبولوجي للاقتصاد. حوّل تومس مالثوس (1766–1834) فكرة العرض والطلب إلى مشكلة التضخم السكاني.
كانت الثورة الصناعية فترة من القرن الثامن عشر إلى القرن التاسع عشر كان فيها للتغييرات في الزراعة والصناعة والتعدين والنقل أثر عميق على الظروف الاقتصادية الاجتماعية والثقافية، بدأ هذا الأثر في المملكة المتحدة ثم انتشر في أوروبا وأمريكا الشمالية، ثم في العالم أجمع. كان بدء الثورة الصناعية نقطة تحول كبرى في تاريخ الإنسان، إذ تأثر بها كل جانب من جوانب الحياة اليومية في النهاية بطريقة ما. في أوروبا حلّت الرأسمالية المطلقة محل نظام الاتجارية (أي الحمائية) وأدى هذا إلى نمو اقتصادي. تسمّى هذه الفترة اليوم الثورة الصناعية لأن نظام الإنتاج، وإنتاج العمل وتقسيمه أتاح الإنتاج الجماعي للسلع.

## تعريف
الاقتصاد هو مصطلح يشمل مفاهيم كثيرة، منها أن الاقتصاد هو المفهوم الذي تدرسه العلوم الاقتصادية (الاقتصاد)، وهذا الأخير يرتكز على النظريات الإقتصادية والإدارية لتنفيذها. وأحيانا يمكن اعتبار مصطلح اقتصاد بديلاً عن «الاقتصاد السياسي».

كما يشير المصطلح إلى الاقتصاد بالمعنى الواسع أوالحالة الاقتصادية لبلد أو منطقة ما، وهذا يعني وضعها الاقتصادي (فيما يتعلق بالدورة الاقتصادية) أو وضعها الهيكلي. ضمن هذا المعنى، إن مصطلح الاقتصاد هو مرادف لكل من الأسلوب (النهج) أو النظام الاقتصادي.
وأخيراً، بصفة عامة، في اللغة العربية، نستخدم مصطلح الاقتصاد كمرادف للإدخار أو لخفض الإنفاق. وقد يكون الاقتصاد في الواقع نتيجة لزيادة كفاءة التنظيم الداخلي لشركة ما أو على المستوى الفردي.

## مفهوم
بشكل عام الاقتصاد يشمل كلا من النظام الاقتصادي للبلد أو لأي منطقة أخرى، والعمالة ورأس المال والموارد الطبيعية، والصناعة والتجارة والتوزيع، واستهلاك السلع والخدمات في تلك المنطقة. ويمكن أيضًا وصف الاقتصاد بأنه شبكة اجتماعية محدودة مكانيًا يتم فيها تبادل للسلع وللخدمات وفقًا للعرض والطلب بين المشاركين عن طريق المقايضة أو عن طريق وسيط للتبادل وباستخدام قيم مقبولة للديون والائتمانات داخل تلك الشبكة الاجتماعية.

## التنمية الاقتصادية والنمو الاقتصادي[18]
التنمية الاقتصادية هي مفهوم معياري يكتسب معنى أخلاقي في الحكم على الأشياء بـ (الجيد، السيئ أو الصحيح، الخطأ). وطبقاً لتعريف مايكل تودارو: «التنمية الاقتصادية هي الزيادة في مستويات المعيشة، وتحسين احترام الذات والتحرر من اللإضطهاد وتوفر خيارات عظيمة للناس». التنمية الاقتصادية هي مفهوم أوسع من مفهوم النمو الاقتصادي، فهي أكثر من مجرد «النمو في الدخل»، لأن توزيع الدخل إذا كان حاداً (حتى بوجود النمو) فسوف لن يحصل أي تقدم نحو الأهداف المرتبطة بالتنمية الاقتصادية. تُقاس التنمية الاقتصادية بمؤشر التنمية الإنسانية التي تأخذ في الاعتبار نسبة الأبجدية وتوقعات الحياة (عمر الفرد). الخصائص الملازمة للتنمية الاقتصادية تتمثل بقلة مستوى الفقر والجوع والأمراض، وهبوط الجريمة والفساد وتوفر السكن الضروري للافراد. كذلك هناك مستويات عالية للدخل والاستهلاك والتوفير والاستثمار والتوظيف.هذا بالإضافة إلى توفر الدعم الاجتماعي للعاطلين عن العمل وتوفر التعليم والخدمات الصحية وشبكات النقل والاتصالات والخدمات العامة. بالطبع ليس كل الدول المتطورة تتوفر فيها جميع هذه السمات، فالبعض تشهد نسبة عالية من الجريمة لكن هذه السمات تبقى هامة للتمييز بين الدول المتطورة اقتصاديا وغيرها.
في حين يعبر النمو الاقتصادي عن محطة لتوسع الاقتصاد المتتالي، وبما أن النُّمو يعبر عن الزيادة الحاصلة في الإنتاج، فإنه يأخذ بعين الاعتبار نصيب الفرد من الناتج؛ أي: معدل نمو الدخل الفردي.
ويمكن التفرقة بينهما من خلال الآتي: فالنمو لا يعني فقط الزيادة في المخرجات وإنما أيضاً الزيادة في المدخلات ومزيد من الفاعلية، بمعنى آخر زيادة المخرجات لكل وحدة من المدخلات. أما التنمية تتجاوز تلك لتشمل التغيرات في هيكل المخرجات وتخصيص المدخلات بين القطاعات. وبالمقارنة مع الإنسان يستلزم النمو التركيز على الطول والوزن، بينما التنمية تؤكد على التغيرات في المقدرة الوظيفية على التكامل والتنسيق المادي.

## قياس الأداء الاقتصادي
هناك عدد من الطرق لقياس الأداء أو النشاط الاقتصادي لاقتصاد ما. نذكر من هذه الأساليب ما يلي:
- الإنفاق الاستهلاكي
- سعر الصرف
- الناتج المحلي الإجمالي
- الناتج المحلي الإجمالي للفرد
- الناتج القومي الإجمالي
- سوق الأوراق المالية أو البورصة
- سعر الفائدة
- الدين الوطني
- معدل التضخم
- البطالة
- الميزان التجاري

## المشكلة الاقتصادية[20]
يعتمد النشاط الاقتصادي على سببين رئيسيين يجعلهما النقطة المحورية في وجود الاقتصاد. السبب الأول هو أن احتياجات المجتمع مع أفراده ومؤسساته للسلع والخدمات غير محدودة ولا يمكن تلبيتها بالكامل. والسبب الثاني هو الموارد أو الإمكانيات الاقتصادية المتاحة لتلبية هذه الاحتياجات، وهي محدودة أو نادرة نسبيًا. عملية موازنة الموارد والاحتياجات، وتقديم البعض، وتأخير بعضها، والتقدم.